# Kardo Aso
Kardo Aso Omar, född 21 januari 1995, är en svensk fotbollsspelare som spelar för Dalstorps IF. Han har även spelat för Borås AIK i Svenska Futsalligan.

## Karriär
Den 5 februari 2019 värvades Aso av Karlstad BK. Inför säsongen 2020 slogs klubben ihop med Carlstad United under namnet IF Karlstad. I december 2019 skrev Aso på ett tvåårskontrakt med IF Karlstad. I december 2021 förlängde han sitt kontrakt med ett år. Efter fyra säsonger i Karlstad valde Aso efter säsongen 2022 att lämna klubben.
Inför säsongen 2023 gick Aso till division 3-klubben Dalstorps IF.